# 格利泽1005
格利泽1005是一個位於鯨魚座兩顆紅矮星組成的恆星系統，距離地球19.6光年。主星是M4V級星，而伴星是M7V級星。
該系統在1990年代被哈勃太空望遠鏡觀測到。